# Cofradía de la Entrada de Jesús en Jerusalén (San Cristóbal de La Laguna)
La Cofradía de la Entrada de Jesús en Jerusalén es una cofradía de culto católico que tiene su sede canónica en la Catedral de San Cristóbal de La Laguna de la ciudad homónima, en la isla de Tenerife, en la comunidad autónoma de Canarias (España).

## Historia
Fue establecida el 14 de agosto de 1961 por iniciativa de los hermanos Álvaro y Enrique González. Originalmente tenía su sede canónica en la Iglesia de San Agustín, aunque posteriormente se estableció en el Convento de Santa Clara de Asís. Más tarde sufrió un declive, pero se reorganizó y trasladó su sede canónica a la Catedral de La Laguna en donde permanece en la actualidad.

## Titulares
- Entrada de Jesús en Jerusalén: Se trata de una imagen que originalmente representa a un Cristo Predicador[1] de mediados del siglo XVIII realizado por el escultor lagunero José Rodríguez de la Oliva. Posteriormente fue adaptado como Jesús en la entrada a Jerusalén.

## Salidas procesionales
- Domingo de Ramos: A las 11:00 horas, procesión de la Entrada de Jesús en Jerusalén.[2]

- Viernes Santo: A las 17:00 horas, Procesión Magna.[2]